# Konjugierte Doppelbindung
Konjugierte Doppelbindungen sind in der Chemie (meist) C=C- oder C=O-Doppelbindungen in Dienen oder ungesättigten Aldehyden, Ketonen oder Estern, die durch eine C-C-Einzelbindung voneinander getrennt sind.
|                    | isoliert | konjugiert | kumuliert |
| Kohlenwasserstoff  |          |            |           |
| Carbonylverbindung |          |            |           |

Die konjugierten Doppelbindungen sind ein Beispiel für Verbindungen mit konjugierten Mehrfachbindungen. Letztere umfassen auch Alkine, also Verbindungen mit Dreifachbindungen zwischen zwei Kohlenstoffatomen.